# 제8회 미국 감독 조합상
제8회 미국 감독 조합상은 1955년 뛰어난 활동을 보인 영화 감독을 기리기 위해 1956년 2월에 열린 시상식이다.

## 수상 및 후보

### 감독상(영화부문)
- 마티 - 델버트 맨 수상

### 공로상
- 헨리 킹 수상